# Classe Tátra
La classe Tátra fut la dernière classe de destroyer (contre-torpilleur, en français) construite au début du XXe siècle pour la marine austro-hongroise. Elle comprenait six unités qui furent commandées en 1910 au chantier naval Ganz & Co-Danubius à Porto Ré, et lancées en 1912-1913.
Cette classe de six destroyers fut augmentée de quatre autres unités, dont la classe fut nommée « classe Triglav de remplacement ». Ces quatre navires furent nommés SMS Triglav II, SMS Lika II, SMS Dukla et SMS Uzsok. Construits en 1916, ils furent lancés en 1917.
Ils portaient tous des noms de montagnes, lacs et îles du Royaume du Danube.

## Conception
Cette classe bénéficia d'une propulsion à turbines à vapeur et fut les plus modernes de la flotte austro-hongroise. Elle pouvait atteindre la vitesse de 33 nœuds.

## Histoire
Cette classe de destroyers fut engagée durant la Première Guerre mondiale en mer Adriatique.
Le 29 décembre 1915, le SMS Lika fut coulé par des mines au large de Durrës.
Le SMS Triglav fut coulé par le contre-torpilleur d'escadre français Commandant Bory le 29 décembre 1915. Le journal de bord d'André Ragot, mécanicien sur le Commandant Bory, décrit :

« 14 heures. Avec la 6e nous ouvrons le feu à un mille. Tous les obus portent au but. Un détruit la passerelle et un autre met le feu à un parc à munitions qui explose. Nous distinguons son nom Triglav. Bientôt il prend de la bande et s'enfonce rapidement par l'avant. À 14 h 35 les hélices qui battent l'air s'enfoncent, suivies du pavillon qui disparait dans un énorme tourbillon, puis plus trace du torpilleur. »

Le SMS Csepel fut endommagé par une torpille du sous-marin français Bernoulli et fut remorqué à Pula.
Le Csepel et le Balaton participèrent à la bataille du détroit d'Otrante le 15 mai 1917 avec les croiseurs de classe Novara et trois sous-marins.
Après la guerre, les navires restants furent remis aux vainqueurs de la Triple-Entente. Ainsi les Balaton, Csepel, Orjen, Tatra ainsi que les Triglav II, Lika II et Uzsok ont été cédés à l'Italie. Le Dukla fut transmis à la France.
Le Balaton fut renommé Zenson et le Tatra  renommé Fasana restèrent à Pula pour servir de pièces de rechange aux autres unités. Ils furent mis au rebut le 5 juillet 1923.
Le Csepel fut renommé Muggia. Transféré à Shanghai il servit de patrouilleur le long de la côte chinoise. Bloqué le 25 mars 1929 à Xiamen, il y fut abandonné.
Le Orjen fut renommé Pola et servit en Libye, colonie italienne. Sous le nom de Zenson II, il fit des croisières en mer Égée de 1931 à 1932. Il fut mis au rebut en 1937.
Le Dukla renommé Matelot Leblanc fut démoli en 1936.
Le Uzsok renommé Monfalcone fut démoli en 1939.

### Crédits
- (de) Cet article est partiellement ou en totalité issu de l’article de Wikipédia en allemand intitulé « Tátra-Klasse » (voir la liste des auteurs).